# Riadh El Fahem
Riadh El Fahem (arabe : رياض الفاهم), né le 13 octobre 1959 à Menzel Bouzelfa et mort le 21 janvier 2014 à Tunis, est un footballeur tunisien.
Actif en seniors dans des clubs tunisiens de 1978 à 1985, il poursuit ensuite sa carrière en Europe. Il évolue au poste d'attaquant.

## Biographie

### Parcours en club
Après avoir fait ses preuves dans les catégories des jeunes du Club sportif de Menzel Bouzelfa (CSMB), il rejoint les seniors lors de la saison historique de 1978-1979, au cours de laquelle le club accède pour la première et unique fois en division nationale. Malgré la rétrogradation, et après avoir joué pendant une saison parmi l'élite du football tunisien, il est convoqué en équipe nationale par l'entraîneur Ameur Hizem.
Donnant satisfaction en sélection, il est sollicité par l'Espérance sportive de Tunis (EST) pour laquelle il joue pendant quatre saisons, obtenant notamment le titre de meilleur buteur du championnat dès sa première saison.
Il émigre par la suite en Belgique où il joue pour des clubs de second niveau comme le SC Eendracht Alost de 1985 à 1987 et de 1989 à 1990.
Il meurt le 21 janvier 2014 à Tunis dans un accident de la route.

### Parcours en équipe nationale
Riadh El Fahem dispute son premier match international contre l'équipe de Bahreïn le 5 mars 1981 (match amical) et son dernier match contre l'équipe de Turquie, dans le cadre des Jeux méditerranéens de 1983.
Entre-temps, il participe notamment à la CAN 1982. Il marque cinq buts en sélection contre le Maroc, la Chine et Malte, et deux buts contre l'Angola.

## Palmarès
- Champion de Tunisie en 1982 et 1985
- Champion de Tunisie de la division 2 Nord en 1979
- Meilleur buteur du championnat de Tunisie en 1982

## Statistiques
- Matchs en championnat de Tunisie : 70 matchs (25 buts) à l'EST et 58 matchs (douze buts) au CSMB
- Matchs en coupe de Tunisie : huit matchs (deux buts) à l'EST et deux matchs au CSMB
- Sélections : 21